# مادیاربان‌هدیش
مادیاربان‌هِدیِش (به مجاری:  Magyarbánhegyes) یک منطقهٔ مسکونی در مجارستان است که در ناحیه مزوکواچ‌هازا واقع شده‌است. مادیاربان‌هِدیِش ۳۶٫۵۶ کیلومتر مربع مساحت و ۲٬۶۹۱ نفر جمعیت دارد.